# Парасюк, Владимир Зиновьевич
Владимир Зиновьевич Парасюк (укр. Володимир Зіновійович Парасюк, род. 9 июля 1987, Майдан, Львовская область) — украинский деятель, депутат Украины Верховной Рады VIII созыва с 27 ноября 2014 года.
В прошлом — активист Евромайдана. Командир 4 роты батальона «Днепр».

## Биография
Родился 9 июля 1987 года. Учился на факультете электроники Львовского национального университета имени Ивана Франко по специальности «Физическая и биомедицинская электроника»; не закончил обучение, взяв академотпуск.
Впоследствии заочно окончил экономический факультет Львовского национального университета имени Ивана Франко.
Учился рукопашному бою, стрельбе из пневматического и огнестрельного оружия. Также был членом Конгресса украинских националистов, где была боевая реферантура. В лагерях узнал о событиях на Украине в 1920-х годах и о голоде на Украине в 1932—1933 годах. Заявлял о том, что не является членом «Правого сектора».
Был игроком команды КВН «Эталон» (Львов). До событий на Евромайдане владел видеостудией и работал видеооператором на свадьбах и других торжествах.
На Майдане был с первого дня, среди членов его сотни был также и его отец.
Беспартийный, внефракционный.
Во время войны на востоке Украины был командиром 4-й роты батальона «Днепр-1» Главного управления МВД Украины в Днепропетровской области.
1 ноября 2018 года был включен в список украинских физических лиц, против которых Российской Федерацией введены санкции.

## Участие в Евромайдане
Принимал участие в событиях Евромайдана в качестве командира боевой сотни (сотник). Подозреваемый в деле о расстрелах на Евромайдане Дмитрий Липовой в ходе допроса в ГПУ 24 января 2018 года заявил, что 20 февраля 2014 года в работников правоохранительных органов стреляли отец Владимира Зиновий Парасюк и активист Иван Бубенчик. Сам Липовой передал стрелкам своё более мощное оружие — карабин «Сайга» с 60 патронами. После допроса, видео которого в декабре 2019 года на своём канале в YouTube опубликовал журналист Анатолий Шарий, Липовой сумел покинуть территорию Украины. По данным журналиста, в этом подозреваемому помогли Парасюки, а также народные депутаты Сергей Пашинский и Андрей Парубий (на тот момент — спикер Верховной рады). 12 декабря 2019 года народный депутат Ренат Кузьмин отправил в Государственное бюро расследований запрос с требованием расследования фактов, обнародованных журналистами.
Получил широкую известность после своего выступления на встрече оппозиционных политиков с участниками Евромайдана 21 февраля 2014 года. Поднявшись на трибуну без предупреждения организаторов, Владимир Парасюк от имени своего отряда выразил недоверие излишне осторожной, по его мнению, политике лидеров оппозиции и публично поклялся пойти на вооруженный штурм администрации президента, в случае, если Виктор Янукович не будет отправлен в отставку до 10:00 следующего дня. Из выступления Владимира Парасюка на Евромайдане:

Мы ни в какой организации, мы простой народ Украины, который приехал отстаивать права. Мы не из секторов, не из самооборон, мы просто боевая сотня. И хочу вам сказать, что мы, простые люди, говорим нашим политикам, которые стоят у меня за спиной: «Никакой Янукович — никакой! — целый год не будет президентом. Завтра до десяти часов он должен пойти вон».
<…>
Я говорю от своей сотни, где есть мой отец, приехавший сюда: если вы завтра до десяти часов не выступите с заявлением, чтобы Янукович шёл в отставку, мы идём на штурм с оружием, я вам клянусь!
Оригинальный текст (укр.)Ми ні в якій організації, ми звичайний народ України, який приїхав відстоювати права. Ми не з секторів, не самооборон, ми просто бойова сотня. І хочу вам сказати, що ми, прості люди, кажем до наших політиків, які стоять за моєю спиною: «Ніякий Янукович — ніякий! — цілий рік не буде президентом. Завтра до десятої години він має піти геть». <…> Я вам кажу від своєї сотні, де є мій батько, який приїхав сюда — якщо ви завтра до десятої години не виступите з заявою, щоб Янукович йшов у відставку, ми йдем на штурм зі зброєю, я вам клянусь!

Выступление Парасюка нашло горячую поддержку участников митинга. Существует мнение, что именно эмоциональное выступление Парасюка ускорило решение Януковича скрытно покинуть Киев.

## После Евромайдана
Вступил в батальон МВД «Днепр-1», где стал командиром 4 роты.
В ходе боя за Иловайск 29 августа был ранен и попал в плен к сторонникам непризнанной ДНР, но 1 сентября был возвращён украинским военным. По словам заместителя председателя Днепропетровской областной государственной администрации Бориса Филатова, во время пленения он вывозился на территорию РФ для допросов ГРУ, в дальнейшем сам Парасюк опроверг эту информацию, заявив, что ему удалось скрыть свою личность.

## Депутат Верховной рады
19 сентября Владимир Парасюк сообщил о намерении участвовать в досрочных выборах в Верховную Раду, выдвинувшись самовыдвиженцем по мажоритарному округу. 24 сентября ЦИК Украины зарегистрировал его в округе № 122, расположенном во Львовской области.
Владимир Парасюк выиграл выборы в Верховную Раду VIII созыва в своём округе, набрав 56,56 % (69 281 голос), всего в выборах по округу № 122 принимали участие 11 кандидатов. 5 ноября ЦИК Украины признал избранным ещё 40 депутатов Верховной Рады, среди которых был и Парасюк.
В парламенте он планирует работать только с теми, кто реально любит Украину и готов к реальным изменениям в стране, не присоединяясь к какой-либо фракции. Вместе с тем 2 декабря 2014 года спикер «Правого сектора» и народный депутат Украины Борислав Береза сообщил о создании межфракционной группы «„Укроп“ — Украинская оппозиция», в которую кроме него вошли Дмитрий Ярош, Борис Филатов, Андрей Билецкий, и Владимир Парасюк. Вместе с тем, Андрей Билецкий пока не принял решение вступить в это объединение.
Стал участником нескольких драк с другими парламентариями. 4 декабря 2014 года стал инициатором первой драки в стенах Верховной рады VIII созыва.
Выступал в поддержку отмены депутатской неприкосновенности, настаивая также на отмене судейской неприкосновенности и президентского иммунитета. Является одним из авторов законопроекта о разрыве дипломатических отношений с Россией.
6 апреля 2016 года Парасюк обратился к главе Национального антикоррупционного бюро Украины (НАБУ) Артему Сытнику с просьбой приостановить рассмотрение его обращения относительно досрочного прекращения полномочий шести членов Совета гражданского контроля при НАБУ.

## Скандалы
4 декабря 2014 года Владимир Парасюк стал зачинщиком первой потасовки в стенах Верховной рады Украины в рамках VIII созыва. Парасюк потребовал предоставить себе слово после голосования за руководителей комитетов. К трибуне помимо Парасюка прибежали Егор Соболев и Борислав Берёза. В драке приняли участие Семён Семенченко, Сергей Каплин, Андрей Лозовый, Игорь Мосийчук и депутаты от партии «Свобода».
11 февраля 2015 года устроил потасовку с Владимиром Литвиным из-за вопроса об особом статусе Донбасса. После слов Литвина «Как правило, начинает первый кричать тот, кому сказать нечего и он пытается переложить ответственность на других людей», Парасюк подбежал к оппоненту и толкнул его. Политиков разнимал депутат от «Батькивщины» Сергей Власенко.
14 июля 2015 года попытался вступить в драку с Виктором Бондарем за то, что тот с трибуны назвал «бандой» участников «Правого Сектора» в событиях в Мукачево.
31 августа 2015 года Владимир Парасюк был гостем прямого эфира телеканала «112 Украина», ещё одним участником беседы был депутат из фракции БПП Максим Курячий. Сам эфир прошёл без инцидентов, но после него Парасюк ударил в лицо оппоненту, за то, что тот до эфира обвинил коллегу в «пиаре на крови». Об этом в своём Facebook сообщил депутат от Радикальной партии Игорь Мосийчук.
23 сентября 2015 года Владимир Парасюк приехал на акцию, посвящённую продовольственной блокаде Крыма, на бронированном
внедорожнике Ford, который был поставлен на Украину из Канады для бойцов, участвовавших в силовой операции на востоке страны. Обсуждение в соцсетях начали некоторые общественные и политические деятели. Так, бывший народный депутат Александр Бригинец в своём Facebook обвинил Парасюка в присвоении имущества, подаренного волонтёрами, а также потребовал объяснений:

А кто как нечестные депутаты могут украсть подаренное волонтёрами имущество? Хотелось бы услышать объяснения от самого (Парасюка). Ему мало Коломойский платит, что тот должен батальонных обирать? Не платит? Ну тогда другое дело.— 
26 сентября 2015 года после выездного заседания комитета Верховной рады по вопросам предотвращения противодействия коррупции Парасюк подрался с руководителем Главного управления МВД в Луганской области Анатолием Науменко. Перед инцидентом Парасюк заявил, что остановить коррупцию в Луганской области удастся только после того, как будут уволены лица, «крышевавшие» преступления в регионе. Науменко ответил, что народные депутаты уже восемь месяцев не могут принять закон о задержании «сепаратистов». Также народный депутат потребовал увольнения Науменко, после чего произошла драка. Конфликт прекратили представители правоохранительных органов.
4 ноября 2015 года принял участие в драке в Печерском районном суде Киева на заседании, где решался вопрос об аресте Геннадия Корбана, напав на прокурора Александра Голинченко. За драку с прокурором и вмешательство в работу суда Генпрокуратура Украины возбудила против Парасюка уголовные дела. Также расследуется дело по факту похищения при его участии работника СБУ Львовской области.
12 ноября 2015 года Владимир Парасюк получил сразу две повестки по уголовным делам. Первое было связано с дракой с прокурором Александром Голинченко, а второе — с историей во Львовской области, когда Парасюк избил и угрожал расстрелом сотруднику СБУ, приехавшему проверить сообщения о незаконных вырубках леса в Жолковском лесхозе. По версии ряда украинских СМИ, это стало свидетельством того, что Парасюк «крышует» незаконную вырубку леса в регионе. По версии самого народного депутата, человек, которого он встретил на месте, не представился и его доставили во Львовское управление СБУ:

Когда я выехал на место, то увидел, что человек неадекватный. Он не представляется, даже кто он такой: или он представитель СБУ, и что он там делает. Мы его доставили во Львовское управление СБУ. Я его завёз в кабинет генерала Андрейчука. Генерал Андрейчук дал слово офицера, что он будет наказан… Но случилось иначе: они это дело раскрутили и передали сюда в Киев. И сейчас они обвиняют, что кто-то кого-то там похищал.— 
19 ноября 2015 года Владимир Парасюк во время заседания антикоррупционного комитета нанёс удар ногой в голову заместителю начальника Главного управления по борьбе с коррупцией и организованной преступностью СБУ (бывшему начальнику департамента государственной службы по борьбе с экономической преступностью Министерства внутренних дел) Василию Писному. Объясняя своё поведение, Парасюк заявил следующее: 

Моя реакция говорит о том, что я не позволю оскорблять мою честь и достоинство. И не позволю оскорблять честь и достоинство, такого явления, как Майдан. Я готов нести ответственность за поступок, что я сделал. Я не жалею о том, что я сделал… И он будет говорить, что сделал что-то для Майдана? Он даже там не был. Он приехал тогда, когда мы уже хоронили Небесную Сотню… Он тогда сидел в инертном состоянии и думал, что если выиграет Янукович, то пусть, если выиграет Майдан, сделаю себя сильным «майдановцем». Это моя эмоциональная реакция. Я не позволю оскорблять меня и моих собратьев
В тот же день Генеральная прокуратура Украины начала расследование по факту нанесения Парасюком телесных повреждений при исполнении служебных обязанностей (ч. 2 ст. 345 Уголовного кодекса Украины) заместителю начальника Главного управления по борьбе с коррупцией и организованной преступностью СБУ Василию Писному. 26 ноября Генеральная прокуратура Украины допросила как свидетеля депутата Верховной Рады Украины Владимира Парасюка.
20 января 2016 года сотрудники Патрульной полиции Львова оштрафовали Владимира Парасюка на 425 гривен за нарушение правил дорожного движения. 27 мая 2017 года пользователи социальных сетей возмутились по поводу выложенной Парасюком во «ВКонтакте» фотографии, свидетельствующей о грубом нарушении ПДД — народный депутат во время движения держал одной рукой «палку для селфи», а другой управлял автомобилем.
22 января 2016 года во время оглашения судьями Апелляционного суда Закарпатской области своего решения об аресте бойца "Добровольческого украинского корпуса «Правый сектор» Петра Угрина, подозреваемого в конфликте с охраной отеля «Хата Магната» в Закарпатской области, Владимир Парасюк бросил в судей стакан с водой. По данному факту Ужгородская прокуратура открыла уголовное дело по ч.3 ст.296 УК Украины (хулиганство).
15 июня 2016 года во время заседания Верховной Рады Владимир Парасюк организовал драку с депутатами «Оппозиционного блока», в результате которой ему сломали нос и выбили три зуба.
22 сентября 2016 года подрался с депутатом Верховной рады от «Оппозиционного блока» Александром Вилкулом, после чего повредил машину последнего. Драка между Парасюком и Вилкулом произошла после эфира «Вечернего прайма» в здании телеканала «112 Украина». После завершения эфира Парасюк дождался под студией своего оппонента и, напав со спины, нанёс удар по голове Вилкулу. Во время завязавшейся драки Парасюк получил несколько ответных ударов в лицо от Вилкула. Дерущихся депутатов разняла охрана. Позже Парасюк повредил автомобиль Вилкула, находившийся на парковке телеканала, и устроил словесную перепалку с водителем автомобиля. Парасюк несколько раз ударил автомобиль ногой и нацарапал на капоте «ВЛК ПНХ». 23 сентября глава Национальной полиции Украины Хатия Деканоидзе сообщила, что по факту драки между депутатами Верховной рады Владимиром Парасюком и Александром Вилкулом возбуждено дело по ст. 296 (хулиганство) Уголовного кодекса Украины.
20 декабря 2016 года Владимир Парасюк заявил, что считает героем убийцу, застрелившего российского посла в Турции Андрея Карлова, а также ранившего ещё троих человек.

Когда человек ценой собственной жизни готов идти на крайние меры, ради идеи, ради правды, тогда можно с уверенностью сказать — герой!
 Такие слова написал Парасюк на своей странице в социальной сети Facebook. В комментариях под своей записью депутат заявил, что убийца российского посла является героем для своего народа и заявил, что это убийство является реакцией «в ответ на тысячи смертей в Алеппо», вина за которые, по мнению Парасюка, лежит на Российской Федерации.
25 февраля 2017 года журналист и помощник нардепа Татьяны Черновол Андрей Дзиндзя сообщил, что вооруженный Владимир Парасюк «ломился к нему в номер» с автоматом Калашникова. С приездом сотрудников Национальной полиции Украины ссора была прекращена. По данным полиции, Парасюк имел при себе наградной пистолет «Форт-17» и охотничий нарезной карабин. Причиной ссоры стали материалы о блокаде железнодорожных путей на Донбассе. Дзиндзя выложил видео инцидента, на котором народный депутат обвиняет журналиста в том, что тот «врун» и «подставляет ребят» своими материалами про контрабанду через железную дорогу.
Конфликт продолжился в начале марта. После того, как Татьяну Черновол забросали яйцами за то, что она пыталась объяснить участникам блокады Донбасса вред от их действий, Дзиндзя на автомобиле сбил одного из участников силовой операции на востоке Украины. После этого Парасюк избил и оградил журналиста в присутствии сотрудников полиции, о чём сам Дзиндзя написал в своём Facebook.
14 марта 2017 года Владимир Парасюк вместе с группой вооружённых лиц (участники блокады Донбасса) попытался проехать блокпост возле Славянска. Участники колонны отказались пройти стандартную проверку и не предъявили документы на оружие. После этого Парасюк стал оскорблять полицейских и спровоцировал драку. На сотрудников полиции напали порядка 40-45 человек, в результате чего различные травмы получили семь полицейских. По словам начальника подразделения полиции полковника Юрия Голубана, был отдан приказ не применять оружия, поскольку среди активистов был Народный депутат.

Вышел нардеп Парасюк и с угрозами, матом начал оскорблять полицейских и пытался своими действиями спровоцировать драку. Парасюк дал команду своим людям, которые прибыли с ним в колонне, они вышли. Парасюк возглавил нападение на полицейских. Около 40-45 человек напали на полицейских. Пять сотрудников моего подразделения получили травмы различной степени. Один сотрудник был сбит машиной Парасюка, два сотрудника подразделения получили телесные травмы лица и два сотрудника были забрызганы слезоточивым газом. По словам Парасюка в конфликте также пострадали его сестра и отец у которых было незаконно изъято оружие.— 
В июне 2017 года Следственный комитет РФ возбудил уголовное дело против депутата Верховной Рады Украины Владимира Парасюка. Следователи считают, что Парасюк 9 марта 2016 года склонял собравшихся возле Генерального консульства России людей к совершению нападения на диппредставительство.
19 июня 2017 года во время заседания Верховной рады журналисты сфотографировали переписку на смартфоне Парасюка с высокопоставленным сотрудником погранслужбы, который был записан в чате как «Егоров пограничник». Народный депутат попросил содействия в быстром пересечении границы с Польшей, поскольку Парасюку нужно было попасть в Киев и он не хотел стоять в очередях. СМИ установили, что этим пограничником оказался генерал-майор Владимир Сергеевич Егоров — начальник Западного регионального управления ГПСУ.
17 октября 2017 года во время массовых выступлений под Верховной радой сторонников Михаила Саакашвили Парасюк ударил ногой экс-министра обороны Украины, начальника Управления государственной охраны Валерия Гелетея, обвинив его в больших потерях ВСУ в боях за Иловайск в 2014 году.
4 декабря 2017 года Владимир Парасюк ударил двух полицейских, находившихся при исполнении служебных обязанностей. Инцидент произошёл во время оглашения решения Апелляционного суда Мариуполя по мере пресечения двум подозреваемым в разбойном нападении бывшим добровольцам. Нападение на полицейских было зафиксировано на видео. По факту нарушения статьи 345 Уголовного кодекса Украины («Угроза или насилие в отношении работника правоохранительного органа») открыто уголовное производство.

## Доходы
Согласно данным электронной декларации, за 2015 года Владимир Парасюк получил в виде заработной платы 75,6 тыс. гривен, 165,14 тыс. гривен государство компенсировало ему за аренду жилья, ещё 80,6 тыс. гривен он получил за выполнение депутатских полномочий. У Парасюка было задекларировано 6 тыс. долларов наличных средств, на счетах в «ПриватБанке» хранилось 5 тыс. долларов и 1293 гривны. В собственности у народного депутата был автомобиль Škoda Superb (2011 года выпуска) стоимостью 353 250 гривен, который он приобрёл в 2015 году. Также Парасюк задекларировал телефон iPhone 6s, планшет iPad Air 2 и «умные» часы Samsung Gear 2, которые ему «принёс Святой Николай». У родственников Владимира Парасюка было четыре земельных участка и два дома в посёлке Папирня Львовской области.

## Награды
- Наградное оружие — пистолет «Форт-17» (8 октября 2015)[73].

## Семья
В электронной декларации Владимира Парасюка указаны следующие близкие и родственники: отец Зиновий Алексеевич Парасюк, мать Оксана Григорьевна Парасюк, бабушка Мария Михайловна Калитовская и ещё один родственник с пометкой «другая связь» — Михаил Григорьевич Калитовский.